# مقاطعة ستارك (داكوتا الشمالية)
ستارك (بالإنجليزية: Stark)‏ هي إحدى مقاطعات ولاية داكوتا الشمالية في الولايات المتحدة الأمريكية.